# Papieski Uniwersytet Laterański
Papieski Uniwersytet Laterański, (wł. Pontificia Università Lateranense) – katolicka uczelnia mająca swoją siedzibę w Rzymie, w strefie eksterytorialnej przy bazylice na Lateranie.
Wielkim kanclerzem jest Wikariusz generalny Rzymu. Studentami mogą być zarówno osoby duchowne jak i świeccy. W ramach struktur uczelni funkcjonują wydziały: prawa cywilnego, prawa kanonicznego, filozofii, teologii oraz instytuty – Institutum Utriusque Iuris, Instytut pastoralny Redemptor Hominis i Papieski Instytut Jana Pawła II dla Studiów nad Małżeństwem i Rodziną. Od 1960 w ramach struktur Wydziału Teologicznego Papieskiego Uniwersytetu Laterańskiego funkcjonuje Akademia Alfonsjańska (Wyższy Instytut Teologii Moralnej).
Pięciu absolwentów uczelni zostało papieżami: Pius IX, Benedykt XV, Pius XII, Jan XXIII, Paweł VI.

## Historia
Początki uczelni sięgają 1773, kiedy to papież Klemens XIV zniósł Towarzystwo Jezusowe i powierzył wydziały teologii i filozofii Kolegium Rzymskiego duchowieństwu diecezji rzymskiej. W 1824 papież Leon XII przywrócił Towarzystwo Jezusowe, którego zakonnicy założyli nową wszechnicę, funkcjonującą obecnie jako Papieski Uniwersytet Gregoriański. Klerowi diecezjalnemu papież przekazał na siedzibę ich uczelni Pałac św. Apolinarego (wł. Palazzo di Sant'Apollinare), gdzie w 1853 papież Pius IX powołał wydziały prawa kanonicznego i cywilnego oraz Papieski Instytut Utriusque Iuris.
Nowa wszechnica otrzymała nazwę Ateneum Papieskiego Seminarium Rzymskiego (wł. Ateneo del Pontificio Seminario Romano). Papież Pius XI wyznaczył uniwersytetowi jako ostateczną siedzibę pałac przy bazylice św. Jana na Lateranie, a w 1932 wyznaczony został kanclerz w osobie kardynała wikariusza Rzymu. W 1958 Pius XII powołał do istnienia Papieski Instytut Pastoralny (wł. Pontificio Istituto Pastorale). W 1959 papież Jan XXIII wyniósł ateneum do rangi uniwersytetu papieskiego (wł. Pontificia Università Lateranense). W 1981 powstał Papieski Instytut Jana Pawła II dla Studiów nad Małżeństwem i Rodziną mający prawo nadawania stopni akademickich iure proprio.
W 1996 powstała Fundacja Civitas Lateranensis (wł. Fondazione Civitas Lateranensis), której celem jest wspieranie misji Papieskiego Uniwersytetu Laterańskiego. Fundacja bezpośrednio finansuje inicjatywy i struktury uczelni oraz gwarantuje wsparcie materialne studentów, duchownych i świeckich, znajdujących się w trudnej sytuacji ekonomicznej.
W 2001 założono wydawnictwo Lateran University Press, publikujące prace naukowe i czasopisma uczelniane.
W latach 2018–2023 rektorem był świecki prof. Vincenzo Buonomo.

## Profil i struktura
PUL jest wszechnicą o charakterze międzynarodowym. Uczelnia oferuje kursy ogólne filozoficzne i teologiczne, specjalistyczne oraz doktoranckie. Istnieją cztery wydziały: praw (świeckiego i kanonicznego), filozofii, teologii. Do struktury uczelni należą instytuty i akademie:
- Institutum Utriusque Iuris
- Instytut pastoralny Redemptor Hominis
- Papieski Instytut Jana Pawła II dla Studiów nad Małżeństwem i Rodziną
- Akademia Alfonsjańska
- Instytut Patrystyczny Augustinianum
- Instytut teologii życia konsekrowanego Claretianum

### Wydział Teologiczny
Studia na Wydziale Teologicznym podzielone są na trzy cykle:
- Pięcioletni okres instytucjonalny obejmujący dwa lata studiów filozoficznych oraz trzy lata studiów teologicznych zakończonych bakalaureatem.
- Dwuletni okres specjalizacji zakończony licencjatem specjalistycznym z teologii. Uniwersytet umożliwia zdobycie licencjatu z teologii fundamentalnej, chrystologii, eklezjologii, nauk o religii, teologii życia chrześcijańskiego oraz historii.
- Dwuletnie studia doktoranckie.

Instytut pastoralny Redemptor Hominis umożliwia studia licencjackie i doktoranckie z następujących specjalizacji: teologia pastoralna wspólnoty kościelnej, teologia ewangelizacji, teologia wychowania, teologia komunikacji oraz nauka społeczna Kościoła.
Wydział wydaje periodyk naukowy Lateranum.

### Wydział Filozoficzny
Wydział oferuje kursy filozoficzne stanowiące wstęp do studiów teologicznych. Wykładane są również języki starożytne, matematyka i informatyka. Podobnie jak na wydziale teologicznym, studia obejmują trzy cykle: instytucjonalny zakończony bakalaureatem, licencjacki (Master of Arts, MA) i doktorancki (PhD). W porozumieniu z Uniwersytetem w Perugii od 2020 roku można uzyskać podwójny dyplom: licencjat z filozofii na Lateranie oraz dyplom z filozofii i etyki Uniwersytetu w Perugii.
Wydział wydaje periodyk naukowy Aquinas.

### Wydział Prawa Kanonicznego
Wydział oferuje kursy akademickie prawa kanonicznego i świeckiego.

### Wydział Prawa
Został założony przez Stolicę Apostolską w 1853. Dekretami ministerialnymi rządu włoskiego (2 lipca 2004 i 21 września 2006) wydział uzyskał przywilej równoważności nadawanych stopni naukowych, które są uznawane przez Państwo Włoskie.
Wydział wydaje periodyk naukowy Studia et Documenta Historiae et Iuris.

### Biblioteka
Biblioteka Papieskiego Uniwersytetu Laterańskiego zwana Biblioteką błogosławionego Piusa IX (wł. Biblioteca Pia) powstała w 1854. Na pierwotny zbiór składają się księgozbiory pochodzące z różnych kościelnych instytucji rzymskich (Kolegium Niemieckiego, klasztoru świętych Bonifacego i Aleksego na Awentynie, biblioteki hieronimitów) oraz prywatnych zbiorów papieży Grzegorza XIII, Piusa IX i Piusa XII. Bibliotekę wspierali też absolwenci uniwersytetu. Obecna siedziba biblioteki i czytelni powstała za pontyfikatu Benedykta XVI. Papież poświęcił ją 21 października 2007. Księgozbiór stanowi około 500 000 woluminów, w tym cenne rękopisy i inkunabuły.

## Rektorzy
Od 1930 rektorami uniwersytetu byli:
- Roberto Ronca (1930–1932)
- Pio Paschini (1932–1957)
- Antonio Piolanti (1957–1969)
- Pietro Pavan (1969–1973)
- Franco Biffi (1974–1983)
- Pietro Rossano (1983–1991)
- Umberto Betti (1991–1995)
- Angelo Scola (1995–2002)
- Rino Fisichella (2002–2010)
- Enrico dal Covolo (2010–2018)
- Vincenzo Buonomo (2018–2023)
- Alfonso Amarante (od 2023)

## Wielcy kanclerze
Od 1965 kanclerzami uniwersytetu byli kardynałowie:
- Luigi Traglia (1965–1968)
- Angelo Dell'Acqua (1968–1972)
- Ugo Poletti (1973–1991)
- Camillo Ruini (1991–2008)
- Agostino Vallini (2008–2017)
- Angelo De Donatis (2017–2024)
- Baldassare Reina (od 2024)

## Instytuty agregowane, afiliowane i połączone
Do Papieskiego Uniwersytetu Laterańskiego zostało agregowanych lub afiliowanych szereg ośrodków naukowych, m.in.:

### Argentyna
- Centro de Estudios Filosóficos y Teológicos de Córdoba[14]

### Brazylia
- Instituto de Filosofia e Teologia Dom João Resende Costa, Belo Horizonte (Universidade Católica de Minas Gerais)[15]
- Estudo Teológico de Curitiba
- Pontifícia Universidade Católica do Rio Grande do Sul
- Centro de Estudos Filosófico-Teológicos Redemptoris Mater
- Instituto de Direito Canônico Pe. Dr. Giuseppe Benito Pegoraro

### Francja
- École Supérieure de Philosophie et de Théologie (Évron)

### Izrael
- Sekcja galilejska Étude théologique patriarcale (Tyberiada)

### Liban
- Wydział prawa, Université St. Paul La Sagesse, Bejrut

### Palestyna
- Étude théologique patriarcale (Bajt Dżala)

### Włochy
- Istituto Teologico Abruzzese-Molisano di Chieti
- Istituto Teologico di Assisi
- Istituto Teologico Marchigiano
  - Sekcja w Fermo